# Pieter Balling
Pieter Balling (... – 1664) è stato uno scrittore, traduttore e mercante olandese di fede anabattista.
Mennonita e membro dei Collegianti come Jarig Jelles, fu membro della società dei Collegianti con la quale entrò in contatto Baruch Spinoza. Intrattenne una corrispondenza con quest'ultimo, traducendone varie opere in olandese, soprattutto dei primi anni.

## Biografia

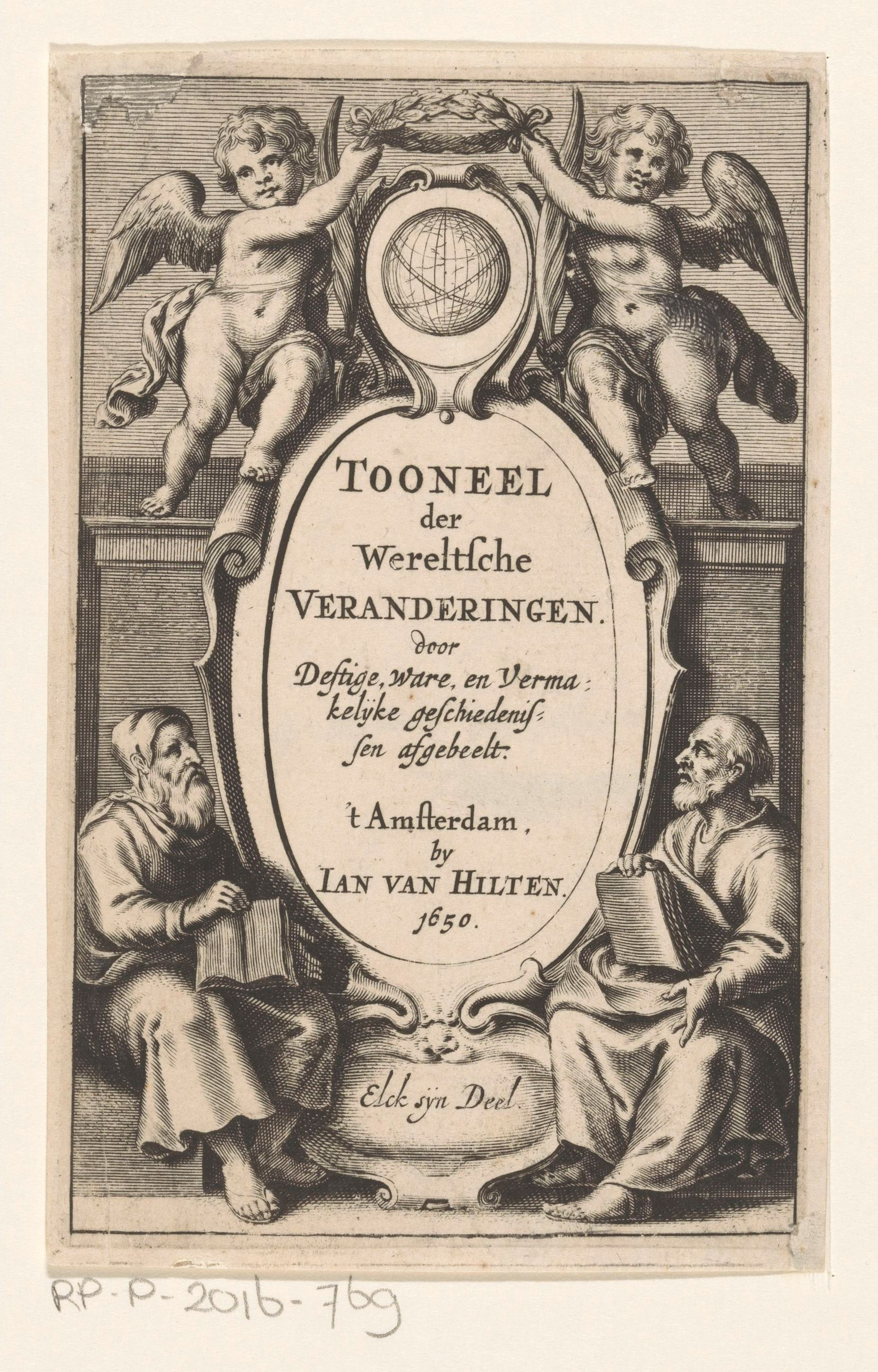
Frontespizio dell'opera intitolata ooneel der Wereltsche Changes (1650)

In gioventù Balling svolse l'attività di rappresentante in Spagna e Portogallo per conto dei mercanti di Haarlem e Amsterdam, dove in seguito lavorò in autonomia.  Il 20 luglio 1664 Spinoza gli indirizzò una commovente lettera per consolarlo della morte di un bambino. Balling è menzionato con Jarig Jelles e Simon Joosten de Vries come amico di Spinoza. Bailling morì il 20 dicembre 1664: padre e figlio quasi certamente furono vittime dell'epidemia di peste che allora imperversava ad Amsterdam.
Durante un conflitto interno alla congregazione ecclesiastica mennonita ad Amsterdam , il cosiddetto Lammeren Krijgh, Balling si schierò con i seguaci di Galenus Abrahamsz e contro la fazione di Samuel Apostool. Firmandosi come "PB", scrisse una Verdediging.. (Difesa, nel 1663) e una Nadere verdediging.. (Difesa più ravvicinata..., nel 1664). In queste opere invocò la tolleranza e l'obbedienza dei servitori e degli amministratori della congregazione, opponendosi alla nascita di fazioni in seno a quest'ultima. Un'altra pubblicazione anonima chiarì che l'identità di PB.
L'opera più famosa di Balling è Het licht op den kandelaar (La luce sul candelabro, edita nel 1662 e poi nel 1684). Egli tradusse in olandese i Renati des Cartes Principia philosophiae (nel 1663) di Spinoza; forse l'altro traduttore di Spinoza, Jan Hendrik Glazemaker, adottò successivamente una traduzione di Balling dei primi due volumi dell'Ethica spinoziana (nel 1677).
Alcuni documenti risalenti al 1669 attestano che la moglie di Bailling è chiamata "vedova", segno che egli morì prima del 1670.

## Het licht op den kandelaar
L'opera più nota di Balling è Het licht op den kandelaar, apparsa per la prima volta in forma anonima nel 1662 e poi ristampata nel 1684 con l'indicazione del suo nome da Jan Rieuwertsz, che pubblicò anche le opere di Spinoza. Con questo opuscolo voleva contrastare lo scritto intitolato Het licht dat in de duisternisse schijnt  (La luce che brilla nell'oscurità) del quacchero di Amsterdam William Ames.  Bailling discutè del "mare di smarrimento" in merito alla religione generato dalla confusione delle lingue e dell'"erudizione scolastica" che poteva essere evitata con l'uso della ragione. In poche pagine, Balling spiegò che "la luce della verità, che illumina ogni uomo del mondo", è in noi la fonte di ogni conoscenza e religione. Balling descrive questa luce proprio negli stessi termini di René Descartes, cioè come la "conoscenza chiara e distinta [...] nella mente di ogni uomo". La formulazione ricorda il Korte verhandeling van God, de mensch, en deszelvs welstand (Breve trattato di Dio, l'uomo e la loro prosperità) di Spinoza, nonché le idee di Dirck Volckertszoon Coornhert.
Nel pensiero di Balling, la luce conduce l'uomo a Dio, prevenendo il peccato e procurando una coscienza pulita. Balling rigettò l'idea del libero arbitrio, perché tutto ha una causa; a suo avviso, attraverso la luce possiamo conoscere il bene e Dio. A differenza di Jarig Jelles, Balling non fece alcun riferimento alla Bibbia o all'Apocalisse.

## Opere
- 1662: Het licht op den Kandelaar, dienende tot opmerkinge van den voornaamste dingen in het boekje genaamt "De verborgentheden van het Rijke Ghodts, &c. tegens Galenus Abrahamsz, en zijn Toestemmers &c. verhandelt en beschreven door William Ames", [Amsterdam]: stampato per l'autore, 1662
  - 1684: Amsterdam, Jan Rieuwertsz. II, 1684: Belydenisse des algemeenen en christelyken Geloofs vervattet in een Brief aan N.N.
- 1663 come P.B. : Verdediging van de regering der Doopsgezinde Gemeente : die men de vereenigde Vlamingen, Vriezen, en Hoogduytsche noemt, binnen Amsterdam : zijnde een wederlegging van het zoo genoemde nootwendig bericht, &c., Amsterdam, Jan Rieuwertsz in Dirk van Assensteeg, in 't Martelaars Boek, 1663
- 1664 
  - come tradutore di Baruch Spinoza: Renatus Des Cartes Beginzelen der wysbegeerte, I en II deel, na de meetkonstige wijze beweezen door Benedictus de Spinoza ... : mitsgaders des zelfs overnatuurkundige gedachten, in welke de zwaarste geschillen ..., kortelijk werden verklaart, Amsterdam, Jan Rieuwertsz (editore), in de Dirk van Assensteegh, in 't Martelaars-boek, 1664
  - come P.B.: Nader verdediging van de regering der Doopsgezinde Gemeente, die men de vereenigde Hoogduytsche, Vriezen, en Vlamingen noemt, binnen Amsterdam. : Zijnde een wederlegging van d'antwoort op de verdediging, &c., Amsterdam, Jan Rieuwertsz, 1664.